# Ryssby socken, Kalmar län
Ryssby socken i Småland ingick i Norra Möre härad, ingår sedan 1971 i Kalmar kommun i Kalmar län och motsvarar från 2016 Ryssby distrikt.
Socknens areal är 165,3 kvadratkilometer, varav 164 utgör land. År 1992 fanns här 2 122 invånare. Tätorten Drag samt tätorten Rockneby med sockenkyrkan Ryssby kyrka ligger i socknen. 

## Administrativ historik
Socken har medeltida ursprung. I skriftliga källor omtalas 'Rytzby sokn' första gången 1380. Fram till 1733 omfattade socknen även norra delen av Bäckebo socken.
Vid kommunreformen 1862 övergick socknens ansvar för de kyrkliga frågorna till Ryssby församling och för de borgerliga frågorna till Ryssby landskommun. Abbetorp överfördes tillsammans med ett antal andra byar från Ryssby socken till Bäckebo socken den 1 januari 1879. Landskommunen uppgick 1971 i Kalmar kommun.
1 januari 2016 inrättades distriktet Ryssby, med samma omfattning som församlingen hade 1999/2000.  
Socknen har tillhört samma fögderier och domsagor som Norra Möre härad. De indelta soldaterna tillhörde livkompaniet i Kalmar regemente eller Staby skvadron i Växjö kompani i Smålands husarregemente, de indelta båtsmännen tillhörde Smålands båtsmanskompani

## Geografi
Ryssby socken ligger vid Kalmarsund norr om Kalmar och söder om Pataholm. Socken består av skärgård, odlingbygd nära kusten och skogsbygd inåt land i väster.

## Fornminnen
Cirka 40 boplatser från stenåldern har återfunnits. Dessutom flera rösen från bronsåldern samt tre järnåldersgravfält.

## Namnet
Namnet (1336 Ryzby), taget från kyrkbyn, består av förledet ryd, röjning och efterledet by.

### Fotnoter
1. 1 2 3  Svensk Uppslagsbok andra upplagan 1947–1955: Ryssby socken
2. 1 2  Harlén, Hans; Harlén Eivy (2003). Sverige från A till Ö: geografisk-historisk uppslagsbok. Stockholm: Kommentus. Libris 9337075. ISBN 91-7345-139-8
3. ↑  Det medeltida Sverige 4:1 Möre
4. ↑  Riksarkivet. ”Riksarkivet - Sök i arkiven”. sok.riksarkivet.se. https://sok.riksarkivet.se/kyrkoarkiv?Arkivsok=b%C3%A4ckebo&Lan=0&Arkiv=SE/VALA/00052&Serie=0. Läst 25 januari 2020.
5. ↑  Administrativ historik för Ryssby socken (Klicka på församlingsposten). Källa: Nationella arkivdatabasen, Riksarkivet.
6. 1 2 3  Nationalencyklopedin
7. 1 2  Sjögren, Otto (1931). Sverige geografisk beskrivning del 2 Östergötlands, Jönköpings, Kronobergs, Kalmar och Gotlands län. Stockholm: Wahlström & Widstrand. Libris 9939
8. ↑  Fornlämningar, Statens historiska museum: Ryssby socken, Kalmar län
9. ↑  Fornminnesregistret, Riksantikvarieämbetet: Ryssby socken, Kalmar län Fornminnen i socknen erhålls på kartan genom att skriva in sockennamn (utan "socken") i "Ange geografiskt område"